# Сім'яний канатик
Сім'яни́й кана́тик (лат. Funiculus spermaticus)  — парний, округлої форми тяж завдовжки до 15-20 см, що проходить у чоловіків в пахвинному каналі, прямує з черевної порожнини до кожного яєчка.

## Будова сім'яного канатику
Сім'яний канатик містить у собі:
- артерії: артерія яєчка, артерія сім'явивідної протоки, артерія м'яза-підіймача яєчка
- нерви: нерв до м'яза-підіймача яєчка (статева гілка статево-стегнового нерва), нерви яєчка (симпатичної вегетативної нервової системи).
- сім'явивідна протока
- лозоподібне венозне сплетення
- лімфатичні судини
- вагінальна оболонка (залишок вагінального відростку очеревини)

Фасціальні листи сім'яного канатику:
- зовнішня сім'яна фасція, являє собою продовження поверхневої фасції живота
- фасція м'яза-підіймача яєчка, походить із власної фасції зовнішнього косого м'яза живота
- внутрішня сім'яна фасція, утворилась з так званого вагінального відростка очеревини, продовження поперечної (внутрішньочеревній) фасції.

Класичний та легкий спосіб для запам'ятовування вмісту сім'яного канатику, це групування по три структури:
3 артерії: артерія яєчка, артерія сім'явивідної протоки, артерія м'яза-підіймача яєчка;

3 фасціальних шара: зовнішня сім'яна фасція, фасція м'яза-підіймача яєчка, внутрішня сім'яна фасція;

3 нерви: статева гілка статево-стегновий нерву, нерви яєчка, здухвинно-пахвинний нерв (розташований поза сім'явиним канатиком, але проходить поруч з ним);

3 інші структури: лозоподібне венозне сплетення, сім'явивідна протока, лімфатичні судини.

Лозоподібне венозне сплетення, артерії яєчка та сім'явивідної протоки, лімфатичні судини та сім'явивідна протока розташовуються під внутрішньою сім'яною фасцію. Статева гілка статево-стегновий нерву, артерія м'яза-підіймача яєчка та здухвинно пахвинний нерв розташовуються на поверхні зовнішньої сім'яної фасції.

## Клінічне значення
При надмірній ротації яєчка у своїй оболонці відбувається перекрут сім'яного канатика, порушуючи кровопостачання яєчка (ішемія яєчка), що протягом кількох годин може призвести до незворотніх змін (некроз яєчка).
При незарощенні вагінального відростку очеревини вміст черевної порожнини може потрапляти в сім'яний канатик з розвитком вродженої пахвинної кили.